# Megrakják a tüzet
A Megrakják a tüzet régi stílusú magyar népdalt Péczely Attila gyűjtötte 1933-ban Sándorfalván.
Az Arass, rózsám, arass szöveget Paulini Béla gyűjtötte 1935-ben a Baranya vármegyei Hosszúhetényben, az alább közölt dallammal. (Csak 1940-ben jelent meg Berze Nagy János műve, amelyben szerepelt a dal, a hosszúhetényi Nemes János 1934-es gyűjtéseként.
Mindkét gyűjtés ugyanabban a két, ①-gyel és ②-vel jelölt hangban különbözik az alább közölt kottától.
A kottában szereplő dallamot jóval később, 1973-ban Vajda József gyűjtötte a Vas megyei Mikosszéplak–Mikosdpusztán Szépen muzsikálnak kezdetű szöveggel.
Feldolgozások:
| Szerző          | Mire          | Mű                           | Előadás |
| --------------- | ------------- | ---------------------------- | ------- |
| Ránki György    | ének, zongora | Pianoforte IV. 11. dal       |         |
| Szőnyi Erzsébet | zongora       | Zongoraiskola I., 107. darab | [ 3 ]   |

## Kotta és dallam
| Megrakják a tüzet, mégis elaluszik. Nincs az a szerelem, aki el nem múlik.     | Rakd meg, babám, rakd meg szomorú tüzedet, hadd melegítsem meg gyönge kezeimet.   | Szól a kakukkmadár, talán megvirrad már. Isten veled, rózsám, magad maradsz immár... | ① ② |
| Szerelem, szerelem, átkozott gyötrelem, mért nem virágoztál minden fa tetején? | Minden fa tetején, cédrusfa levelén, hogy szakasztott volna minden szegénylegény. | Lám én szakasztottam, el is hervasztottam, szelíd galamb helyett vadgalambot fogtam. | ① ② |

Más szöveggel:
| Arass, rózsám, arass, megadom a garast, ha én meg nem adom, megadja galambom. | ① ② |

## Felvételek
- Kántor Ilona - Imhol kerekedik (YouTube)